# Liste der Monuments historiques in Lille
Die Liste der Monuments historiques in Lille führt die Monuments historiques in der französischen Stadt Lille auf.

## Liste der Bauwerke
| Bezeichnung                                         | Beschreibung                                                             | Standort                                                                                              | Kennzeichnung | Schutzstatus   | Datum          | Bild           |
| --------------------------------------------------- | ------------------------------------------------------------------------ | --- | ------------- | -------------- | -------------- | -------------- |
| Refuge de l’Abbaye de Loos                          |                                                                          | 34, 36, 38, 40, rue Jean-Jacques-Rousseau 5, rue des Trois-Mollettes (Lage)                           | PA00107567    | Inscrit        | 1980           |                |
| Canal de la Baignerie                               |                                                                          | (Lage)                                                                                                | PA00125631    | Inscrit        | 1993           |                |
| Öffentliches Bad                                    |                                                                          | 219, boulevard de la Liberté (Lage)                                                                   | PA00107903    | Inscrit        | 1989           |                |
| Kaserne Souham                                      |                                                                          | Rue des Canonniers Rue du Vieux-Faubourg (Lage)                                                       | PA00107570    | Inscrit        | 1985           |                |
| Kathedrale von Lille                                |                                                                          | Parvis de la Treille (Lage)                                                                           | PA59000146    | Inscrit        | 2009           |                |
| Industrie- und Handelskammer                        |                                                                          | Place du Théâtre (Lage)                                                                               | PA59000191    | Classé         | 2016           |                |
| Kapelle der Famille Gonnet                          |                                                                          | Ostfriedhof (Lage)                                                                                    | PA59000126    | Inscrit        | 2006           |                |
| Kapelle Notre-Dame-de-Réconciliation                |                                                                          | 28, rue de Canteleu (Lage)                                                                            | PA00107572    | Inscrit        | 1926           |                |
| Zitadelle                                           |                                                                          | Avenue du 43e Régiment d’Infanterie (Lage)                                                            | PA00107573    | Classé         | 2012           |                |
| Kirche St-Pierre                                    |                                                                          | Rue Alphonse-Colas Rue des Prisons (Lage)                                                             | PA00107574    | Classé         | 1971           |                |
| Dominikanerkloster                                  |                                                                          | 7, avenue Salomon (Lage)                                                                              | PA59000088    | Inscrit        | 2002           |                |
| Couvent des Madelonnettes                           |                                                                          | 39, 41, rue de la Barre (Lage)                                                                        | PA00107575    | Inscrit        | 1974           |                |
| Couvent des Minimes de Lille                        |                                                                          | 17, quai du Wault Rue de la Barre (Lage)                                                              | PA00107576    | Inscrit        | 1977           |                |
| École Nationale Supérieure des Arts et Métiers      |                                                                          | Boulevard Louis-XIV Rue Kléber Rue Camille-Guérin Rue du Professeur-Calmette (Lage)                   | PA59000008    | Inscrit        | 1997           |                |
| Kirche Notre-Dame-de-Fives                          |                                                                          | Place du Prieuré (Lage)                                                                               | PA59000190    | Inscrit        | 2015           |                |
| Kirche Saint-André                                  |                                                                          | Rue Royale (Lage)                                                                                     | PA00107577    | Classé         | 1949           |                |
| Kirche St-Denis                                     |                                                                          | Rue Faidherbe (Lage)                                                                                  | PA00107579    | Inscrit        | 1929           |                |
| Kirche St-Étienne                                   |                                                                          | 47, rue de l’Hôpital-Militaire (Lage)                                                                 | PA00107580    | Classé         | 1987           |                |
| Kirche St-Maurice                                   |                                                                          | Rue Pierre Mauroy (Lage)                                                                              | PA00107582    | Classé         | 1840           |                |
| Kirche Ste-Catherine                                |                                                                          | Rue Sainte-Catherine (Lage)                                                                           | PA00107578    | Classé         | 1991           |                |
| Ehemalige Kapelle der Kirche Ste-Marie-Madeleine    |                                                                          | Rue de Gand (Lage)                                                                                    | PA00107571    | Inscrit        | 1934           |                |
| Kirche Ste-Marie-Madeleine                          |                                                                          | Rue du Pont-Neuf (Lage)                                                                               | PA00107581    | Classé         | 1965           |                |
| Schild                                              |                                                                          | 207, rue Pierre Mauroy (Lage)                                                                         | PA00107583    | Inscrit        | 1944           |                |
| Schild                                              |                                                                          | Rue Pierre Mauroy; rue Gustave-Delory (Lage)                                                          | PA00107584    | Inscrit        | 1944           |                |
| Fort Saint-Sauveur                                  |                                                                          | 20, square Ruault (Lage)                                                                              | PA00107585    | Classé Inscrit | 1910 1946      |                |
| Théâtre du Nord                                     |                                                                          | Place du Général-de-Gaulle (Lage)                                                                     | PA00107568    | Inscrit        | 1925           |                |
| Hôpital militaire Scrive                            |                                                                          | Rue de l’Hôpital-Militaire (Lage)                                                                     | PA00107590    | Inscrit        | 1945           |                |
| Hôpital Saint-Sauveur                               |                                                                          | 99, rue Saint-Sauveur (Lage)                                                                          | PA00107589    | Classé         | 1923 1962      |                |
| Hospice Comtesse                                    |                                                                          | Rue de la Monnaie; rue Comtesse (Lage)                                                                | PA00107586    | Classé         | 1923 1991      |                |
| Hospice Gantois                                     |                                                                          | Rue Pierre Mauroy (Lage)                                                                              | PA00107587    | Classé         | 1923 1967      |                |
| Hospice général                                     |                                                                          | Avenue du Peuple-Belge (Lage)                                                                         | PA00107588    | Inscrit        | 1948           |                |
| Hôtel                                               |                                                                          | 30, 32, rue Basse (Lage)                                                                              | PA00107611    | Inscrit        | 1984           |                |
| Hôtel d’Hailly d’Aigremont                          |                                                                          | 45, rue de Roubaix (Lage)                                                                             | PA00107591    | Inscrit        | 1965           |                |
| Hôtel d’Avelin                                      |                                                                          | 22, rue Saint-Jacques (Lage)                                                                          | PA00107592    | Inscrit        | 1944           |                |
| Hôtel Bidé de la Grandville                         |                                                                          | 26, 28, rue de Thionville (Lage)                                                                      | PA00107594    | Classé Inscrit | 1971 2007      |                |
| Hôtel Cardon de Montreuil                           |                                                                          | 26, 28, rue Négrier (Lage)                                                                            | PA00107595    | Classé         | 1980           |                |
| Hôtel des Cariatides                                |                                                                          | 2–8, rue d’Inkermann (Lage)                                                                           | PA00107596    | Inscrit        | 1975           |                |
| Hôtel Castiaux                                      |                                                                          | 7, rue Desmazières (Lage)                                                                             | PA00107597    | Inscrit        | 1981           |                |
| Hôtel Catel-Béghin                                  |                                                                          | 19bis–21, boulevard de la Liberté (Lage)                                                              | PA59000184    | Inscrit        | 2014           |                |
| Hôtel Delbecque                                     |                                                                          | 105, boulevard de la Liberté (Lage)                                                                   | PA00107598    | Inscrit        | 1986           |                |
| Hôtel de l’Intendance                               |                                                                          | 68, rue Royale (Lage)                                                                                 | PA00107599    | Inscrit        | 1927           |                |
| Hôtel du Juge Garde des Monnaies                    |                                                                          | 61, 63, rue de la Monnaie (Lage)                                                                      | PA00107600    | Inscrit        | 1970           |                |
| Hôtel de Lamissart                                  |                                                                          | 130, rue Royale (Lage)                                                                                | PA00107601    | Inscrit        | 1927           |                |
| Hôtel de Madre                                      |                                                                          | 23, rue de Gand (Lage)                                                                                | PA00107602    | Inscrit        | 1988           |                |
| Hôtel de Marchiennes                                |                                                                          | 191, rue Pierre Mauroy (Lage)                                                                         | PA00107603    | Classé         | 1958           |                |
| Hôtel militaire des Bleuets                         |                                                                          | Place aux Bleuets (Lage)                                                                              | PA00107604    | Inscrit        | 1926           |                |
| Hôtel particulier                                   |                                                                          | 15, rue de la Barre (Lage)                                                                            | PA00135486    | Inscrit        | 1995           |                |
| Hôtel particulier                                   |                                                                          | 28–36, rue des Arts (Lage)                                                                            | PA00107610    | Inscrit        | 1985           |                |
| Hôtel particulier                                   |                                                                          | 52, façade de l’Esplanade (Lage)                                                                      | PA00107613    | Inscrit        | 1987           |                |
| Hôtel particulier                                   |                                                                          | 9, 11, place aux Bleuets (Lage)                                                                       | PA00107612    | Inscrit        | 1985           |                |
| Hôtel particulier                                   |                                                                          | 19, rue de Roubaix (Lage)                                                                             | PA00107902    | Inscrit        | 1989           |                |
| Hôtel particulier                                   |                                                                          | 25, rue du Lieutenant-Colpin (Lage)                                                                   | PA00107615    | Classé         | 1984           |                |
| Hôtel particulier                                   |                                                                          | 20, rue des Tours (Lage)                                                                              | PA00107614    | Inscrit        | 1984           |                |
| Hôtel Petipas de Walle                              |                                                                          | 122, rue de l’Hôpital-Militaire (Lage)                                                                | PA00107605    | Inscrit Classé | 1948 1979      |                |
| Hôtel des Postes                                    |                                                                          | Place de la République (Lage)                                                                         | PA00107606    | Inscrit        | 1975           |                |
| Hôtel de préfecture du Nord                         |                                                                          | Place de la République (Lage)                                                                         | PA00107725    | Inscrit        | 1975           |                |
| Hôtel Ramery                                        |                                                                          | 18, rue des Arts (Lage)                                                                               | PA00107607    | Inscrit        | 1985           |                |
| Hôtel Scrive                                        |                                                                          | 1, rue du Lombard; 28, rue de Roubaix (Lage)                                                          | PA00107593    | Inscrit        | 1944 2006      |                |
| Hôtel de Tenremonde                                 |                                                                          | 18, rue Jean-Moulin (Lage)                                                                            | PA00107915    | Inscrit        | 1990           |                |
| Hôtel Van der Cruisse de Waziers                    |                                                                          | 95, rue Royale (Lage)                                                                                 | PA00107608    | Inscrit        | 1948           |                |
| Hôtel Van Zeller                                    |                                                                          | 3, rue Négrier (Lage)                                                                                 | PA00107609    | Inscrit        | 1979           |                |
| Hôtel de Ville                                      |                                                                          | Place Roger-Salengro (Lage)                                                                           | PA59000078    | Classé         | 2002           |                |
| Gebäude                                             |                                                                          | 8, rue d’Angleterre (Lage)                                                                            | PA00107616    | Inscrit        | 1944           |                |
| Gebäude                                             |                                                                          | 53, 55, 57, rue d’Angleterre (Lage)                                                                   | PA00107617    | Inscrit        | 1944           |                |
| Gebäude                                             |                                                                          | 2, rue des Archives (Lage)                                                                            | PA00107618    | Inscrit        | 1987           |                |
| Gebäude                                             |                                                                          | 4, 6, 8, 10, rue des Arts (Lage)                                                                      | PA00107619    | Inscrit        | 1944           |                |
| Gebäude                                             |                                                                          | 15, 17, rue des Arts (Lage)                                                                           | PA00107620    | Inscrit        | 1944           |                |
| Gebäude                                             |                                                                          | 55, rue de la Barre (Lage)                                                                            | PA00107621    | Inscrit        | 1944           |                |
| Gebäude                                             |                                                                          | 11, rue Basse (Lage)                                                                                  | PA00107622    | Inscrit        | 1944           |                |
| Gebäude                                             |                                                                          | 45, rue Basse (Lage)                                                                                  | PA00107623    | Inscrit        | 1944           |                |
| Gebäude                                             |                                                                          | 1, 3, 5, 15, 17, 19, rue de la Bourse (Lage)                                                          | PA00107624    | Inscrit        | 1944           |                |
| Gebäude                                             |                                                                          | 2, 10; rue de la Bourse Rue des Trois-Couronnes (Lage)                                                | PA00107625    | Inscrit        | 1966           |                |
| Gebäude                                             | Gebäude abgegangen; die geschützten Teile im Musée de l’Hospice Comtesse | 21, rue des Buisses (Lage)                                                                            | PA00107626    | Inscrit        | 1945           |                |
| Gebäude                                             |                                                                          | 11, rue du Curé-Saint-Étienne (Lage)                                                                  | PA00107627    | Inscrit        | 1944           |                |
| Gebäude                                             |                                                                          | 19, rue du Curé-Saint-Étienne (Lage)                                                                  | PA00107628    | Inscrit        | 1944           |                |
| Gebäude                                             |                                                                          | 23, rue du Curé-Saint-Étienne (Lage)                                                                  | PA00107629    | Inscrit        | 1944           |                |
| Gebäude                                             |                                                                          | 4, 6, 8, rue Esquermoise (Lage)                                                                       | PA00107630    | Inscrit        | 1944           |                |
| Gebäude                                             |                                                                          | 5, 7, rue Esquermoise (Lage)                                                                          | PA00107631    | Inscrit        | 1944           |                |
| Gebäude                                             |                                                                          | 15, rue Esquermoise (Lage)                                                                            | PA00107632    | Inscrit        | 1944           |                |
| Gebäude                                             |                                                                          | 34, 36, rue Esquermoise (Lage)                                                                        | PA00107633    | Inscrit        | 1944           |                |
| Maison Coilliot                                     |                                                                          | 13, 15, 17, rue Fabricy (Lage)                                                                        | PA59000148    | Inscrit        | 2009           |                |
| Gebäude                                             |                                                                          | 9, rue à Fiens (Lage)                                                                                 | PA00107634    | Inscrit        | 1987           |                |
| Gebäude                                             |                                                                          | 30, rue de Gand (Lage)                                                                                | PA00135487    | Inscrit        | 1995           |                |
| Gebäude                                             |                                                                          | 31, rue de Gand (Lage)                                                                                | PA00135488    | Inscrit        | 1995           |                |
| Gebäude                                             |                                                                          | 49, rue de Gand (Lage)                                                                                | PA00107635    | Inscrit        | 1987           |                |
| Gebäude                                             |                                                                          | Place du Général-de-Gaulle Rue Neuve (Lage)                                                           | PA00107636    | Inscrit        | 1945           |                |
| Gebäude                                             |                                                                          | 9, place du Général-de-Gaulle (Lage)                                                                  | PA00107637    | Inscrit        | 1944           |                |
| Gebäude                                             |                                                                          | 21, place du Général-de-Gaulle (Lage)                                                                 | PA00107638    | Inscrit        | 1944           |                |
| Gebäude                                             |                                                                          | 34, 44, 52, place du Général-de-Gaulle Rue des Sept-Agaches Rue du Petit-Paon Rue de la Bourse (Lage) | PA00107639    | Inscrit        | 1966           |                |
| Gebäude                                             |                                                                          | 1, rue de la Grande-Chaussée (Lage)                                                                   | PA00107640    | Inscrit        | 1944           |                |
| Gebäude                                             |                                                                          | 9, 11, rue de la Grande-Chaussée (Lage)                                                               | PA00107641    | Inscrit        | 1944           |                |
| Gebäude                                             |                                                                          | 50, rue Gustave-Delory (Lage)                                                                         | PA00107912    | Inscrit        | 1990           |                |
| Gebäude                                             |                                                                          | 58, rue Gustave-Delory (Lage)                                                                         | PA00107642    | Inscrit        | 1944           |                |
| Gebäude                                             |                                                                          | 41, rue de l’Hôpital-Militaire (Lage)                                                                 | PA00107643    | Inscrit        | 1984           |                |
| Gebäude                                             |                                                                          | 1, 3, 5, 11, rue Neuve (Lage)                                                                         | PA00107644    | Inscrit        | 1944           |                |
| Gebäude                                             |                                                                          | 38, rue Neuve (Lage)                                                                                  | PA00107645    | Inscrit        | 1944           |                |
| Gebäude                                             |                                                                          | 72, 74, rue Pierre Mauroy (Lage)                                                                      | PA00107646    | Inscrit        | 1944           |                |
| Gebäude                                             |                                                                          | 100, 102, 104, 106, 108, 108bis, rue Pierre Mauroy (Lage)                                             | PA00107647    | Inscrit        | 1944           |                |
| Gebäude                                             |                                                                          | 112, 114, 116, rue Pierre Mauroy (Lage)                                                               | PA00107648    | Inscrit        | 1944           |                |
| Gebäude                                             |                                                                          | 120, 122, rue Pierre Mauroy (Lage)                                                                    | PA00107649    | Inscrit        | 1944           |                |
| Gebäude                                             |                                                                          | 1, 1 bis, 3, 5, rue des Trois-Couronnes; 15, rue du Petit-Paon (Lage)                                 | PA00107667    | Inscrit        | 1966           |                |
| Gebäude                                             |                                                                          | 41, 43, 45, avenue du Peuple-Belge (Lage)                                                             | PA00107651    | Inscrit        | 1944           |                |
| Gebäude                                             |                                                                          | 48, avenue du Peuple-Belge (Lage)                                                                     | PA00107652    | Inscrit        | 1987           |                |
| Gebäude                                             |                                                                          | 3, 5, rue du Pont-Neuf (Lage)                                                                         | PA00107653    | Inscrit        | 1987           |                |
| Gebäude                                             |                                                                          | 7, rue du Pont-Neuf (Lage)                                                                            | PA00107654    | Inscrit        | 1987           |                |
| Gebäude                                             |                                                                          | 9, 11, rue du Pont-Neuf; 12 rue de l’Entrepôt (Lage)                                                  | PA00107655    | Inscrit        | 1987           |                |
| Gebäude                                             |                                                                          | 15, place Richebé (Lage)                                                                              | PA59000112    | Inscrit        | 2005           |                |
| Gebäude                                             |                                                                          | 39, rue de Roubaix (Lage)                                                                             | PA00107656    | Inscrit        | 1944           |                |
| Gebäude                                             |                                                                          | 30, rue Royale (Lage)                                                                                 | PA00107657    | Inscrit        | 1944           |                |
| Gebäude                                             |                                                                          | 8bis, rue au Peterynck (Lage)                                                                         | PA00107650    | Inscrit        | 1944           |                |
| Gebäude                                             |                                                                          | 17, 19, terrasse Sainte-Catherine (Lage)                                                              | PA00107658    | Inscrit        | 1944           |                |
| Gebäude                                             |                                                                          | 3, rue Saint-Genois (Lage)                                                                            | PA00107659    | Inscrit        | 1944           |                |
| Gebäude                                             |                                                                          | 6, rue Saint-Joseph (Lage)                                                                            | PA00107660    | Inscrit        | 1944           |                |
| Gebäude                                             |                                                                          | Parvis Saint-Maurice (Lage)                                                                           | PA00107661    | Inscrit        | 1944           |                |
| Gebäude                                             | abgegangen                                                               | 91, rue Saint-Sauveur (Lage)                                                                          | PA00107662    | Inscrit        | 1944           |                |
| Gebäude                                             |                                                                          | 1, 3, 5, 7, rue des Sept-Agaches Rue des Trois Couronnes (Lage)                                       | PA00107663    | Inscrit        | 1966           |                |
| Gebäude                                             |                                                                          | 13, 13bis, 15 à 35, place du Théâtre Rue des Sept-Agaches (Lage)                                      | PA00107664    | Inscrit        | 1966           |                |
| Sitz des Cercle Phylosophique et Culturel           |                                                                          | 2, rue Thiers (Lage)                                                                                  | PA00107665    | Inscrit        | 1988           |                |
| Gebäude                                             | abgegangen                                                               | 6, rue de Tournai (Lage)                                                                              | PA00107666    | Inscrit        | 1944           |                |
| Gebäude                                             |                                                                          | 10, rue des Tours (Lage)                                                                              | PA59000003    | Inscrit        | 1996           |                |
| Gebäude                                             |                                                                          | 3, 5, 7, rue de la Vieille-Comédie (Lage)                                                             | PA00107668    | Inscrit        | 1944           |                |
| Jardin des plantes                                  |                                                                          | Rue du Jardin-des-Plantes (Lage)                                                                      | PA59000009    | Inscrit        | 1997           |                |
| Lycée César-Baggio                                  |                                                                          | Boulevard des Défenseurs Boulevard d’Alsace (Lage)                                                    | PA59000010    | Inscrit        | 1997           |                |
| Kaufhaus                                            |                                                                          | 133, rue Royale (Lage)                                                                                | PA00107669    | Inscrit        | 1948           |                |
| Haus                                                |                                                                          | 32–32bis, rue d’Antin (Lage)                                                                          | PA59000147    | Inscrit        | 2009           |                |
| Haus                                                |                                                                          | 2, place Maurice-Schumann (Lage)                                                                      | PA00125622    | Inscrit        | 1993           |                |
| Haus                                                |                                                                          | 4–6, place Maurice-Schumann (Lage)                                                                    | PA00125623    | Inscrit        | 1993           |                |
| Haus                                                |                                                                          | 8, place Maurice-Schumann (Lage)                                                                      | PA00125624    | Inscrit        | 1993           |                |
| Haus                                                |                                                                          | 4, rue de la Baignerie (Lage)                                                                         | PA00125625    | Inscrit        | 1993           |                |
| Haus                                                |                                                                          | 38, rue de la Baignerie (Lage)                                                                        | PA00125626    | Inscrit        | 1993           |                |
| Haus                                                |                                                                          | 3, rue de la Barre (Lage)                                                                             | PA00107673    | Inscrit        | 1944           |                |
| Haus                                                |                                                                          | 77, rue de la Barre (Lage)                                                                            | PA00107913    | Inscrit        | 1990           |                |
| Haus                                                |                                                                          | 16, rue Basse (Lage)                                                                                  | PA59000140    | Inscrit        | 2008           |                |
| Haus                                                |                                                                          | 33, rue Basse (Lage)                                                                                  | PA00107674    | Inscrit        | 1978           |                |
| Haus                                                |                                                                          | 1, place aux Bleuets (Lage)                                                                           | PA00107675    | Inscrit        | 1984           |                |
| Häuser                                              |                                                                          | 3, 5, 7, place aux Bleuets (Lage)                                                                     | PA00107677    | Inscrit        | 1985           |                |
| Haus                                                |                                                                          | 13, place aux Bleuets (Lage)                                                                          | PA00107678    | Inscrit        | 1986           |                |
| Haus                                                |                                                                          | 26, place aux Bleuets (Lage)                                                                          | PA00107679    | Inscrit        | 1986           |                |
| Häuser                                              |                                                                          | 30, 32, place aux Bleuets (Lage)                                                                      | PA00107680    | Inscrit        | 1987           |                |
| Canal de la Baignerie                               |                                                                          | 40, rue des Bouchers (Lage)                                                                           | PA00125627    | Inscrit        | 1993           |                |
| Haus                                                |                                                                          | 23, rue de la Bourse (Lage)                                                                           | PA00107681    | Inscrit        | 1947           |                |
| Häuser                                              |                                                                          | 8bis, 10, 14, rue de l’Entrepôt 13 rue du Pont-Neuf (Lage)                                            | PA00107682    | Inscrit        | 1987           |                |
| Haus                                                |                                                                          | 13, rue des Fossés (Lage)                                                                             | PA00107683    | Inscrit        | 1980           |                |
| Haus                                                |                                                                          | 29, rue de Gand Rue des Célestines (Lage)                                                             | PA00107684    | Inscrit        | 1927           |                |
| Haus                                                |                                                                          | 35, rue de Gand (Lage)                                                                                | PA00107685    | Inscrit        | 1927           |                |
| Haus                                                |                                                                          | 41, rue de Gand (Lage)                                                                                | PA00107686    | Inscrit        | 1927           |                |
| Haus                                                |                                                                          | 2, 3 place Genevières (Lage)                                                                          | PA00107687    | Inscrit        | 1987           |                |
| Häuser                                              |                                                                          | 4, 6, rue de la Grande-Chaussée (Lage)                                                                | PA00107688    | Inscrit        | 1944           |                |
| Haus                                                |                                                                          | 14, rue de la Grande-Chaussée (Lage)                                                                  | PA00107689    | Inscrit        | 1946           |                |
| Haus                                                |                                                                          | 1, 1bis, rue de la Halloterie (Lage)                                                                  | PA00125628    | Inscrit        | 1993           |                |
| Häuser                                              |                                                                          | 69, 71, rue de l’Hôpital-Militaire (Lage)                                                             | PA00107690    | Inscrit        | 1977           |                |
| Haus                                                |                                                                          | 104, rue de l’Hôpital-Militaire (Lage)                                                                | PA00107691    | Inscrit        | 1984           |                |
| Haus                                                |                                                                          | 1, rue Lepelletier (Lage)                                                                             | PA00107692    | Inscrit        | 1927           |                |
| Haus                                                |                                                                          | 3, rue Lepelletier (Lage)                                                                             | PA00107693    | Inscrit        | 1927           |                |
| Haus                                                |                                                                          | 5, rue Lepelletier (Lage)                                                                             | PA00107694    | Inscrit        | 1927           |                |
| Haus                                                |                                                                          | 15, place du Lion d’Or (Lage)                                                                         | PA00107695    | Inscrit        | 1927           |                |
| Haus                                                |                                                                          | 13, place Louise-de-Bettignies (Lage)                                                                 | PA00107696    | Inscrit        | 1970           |                |
| Häuser                                              |                                                                          | 25, 27, place Louise-de-Bettignies (Lage)                                                             | PA00107697    | Inscrit        | 1927           |                |
| Haus                                                |                                                                          | 12, rue des Manneliers (Lage)                                                                         | PA00107698    | Inscrit        | 1944           |                |
| Haus                                                |                                                                          | 13, rue du Nouveau-Siècle 110, 116, rue de l’Hôpital-Militaire (Lage)                                 | PA00107700    | Inscrit        | 1984           |                |
| Haus                                                |                                                                          | 21, rue du Nouveau-Siècle (Lage)                                                                      | PA00107701    | Inscrit        | 1984           |                |
| Haus                                                | abgegangen                                                               | 7, rue du Palais-Rihour (Lage)                                                                        | PA00107702    | Inscrit        | 1927           |                |
| Haus                                                |                                                                          | 34, rue Pierre Mauroy (Lage)                                                                          | PA00107703    | Inscrit        | 1988           |                |
| Haus                                                |                                                                          | 36, rue Pierre Mauroy (Lage)                                                                          | PA00107704    | Inscrit        | 1927           |                |
| Haus                                                |                                                                          | 23, avenue du Peuple-Belge (Lage)                                                                     | PA00107705    | Inscrit        | 1987           |                |
| Haus                                                |                                                                          | 13, rue du Pont-Neuf (Lage)                                                                           | PA00107706    | Inscrit        | 1987           |                |
| Haus                                                |                                                                          | 15, rue du Pont-Neuf (Lage)                                                                           | PA00107707    | Inscrit        | 1987           |                |
| Haus                                                |                                                                          | 7, rue Princesse (Lage)                                                                               | PA00107708    | Inscrit        | 1986           |                |
| Häuser                                              |                                                                          | 8, rue des Tours (Lage)                                                                               | PA00107716    | Classé         | 1984           |                |
| Häuser                                              |                                                                          | 2, 4, 6, 8, 10, 12, 18, 20, 22, 24, place Rihour (Lage)                                               | PA00107709    | Inscrit        | 1944           |                |
| Haus                                                |                                                                          | 1bis, rue Royale (Lage)                                                                               | PA00107711    | Inscrit        | 1927           |                |
| Haus                                                |                                                                          | 3, rue Royale (Lage)                                                                                  | PA00107712    | Inscrit        | 1927           |                |
| Häuser                                              |                                                                          | Rue de la Monnaie (Lage)                                                                              | PA00107699    | Inscrit        | 1944 1969 1970 |                |
| Haus                                                |                                                                          | 5, rue Sainte-Catherine (Lage)                                                                        | PA00107713    | Inscrit        | 1988           |                |
| Haus                                                |                                                                          | 60, rue Saint-Étienne (Lage)                                                                          | PA00107714    | Inscrit        | 1984           |                |
| Haus                                                |                                                                          | 62, rue Saint-Étienne (Lage)                                                                          | PA00107715    | Inscrit        | 1984           |                |
| Haus                                                |                                                                          | 12, rue Saint-François (Lage)                                                                         | PA00125629    | Inscrit        | 1993           |                |
| Haus                                                |                                                                          | 14, rue Saint-François (Lage)                                                                         | PA00125630    | Inscrit        | 1993           |                |
| Haus                                                |                                                                          | 12, rue des Tours (Lage)                                                                              | PA00107905    | Inscrit        | 1989           |                |
| Häuser                                              |                                                                          | 2–8, rue des Urbanistes (Lage)                                                                        | PA00107717    | Classé         | 1986 1987      |                |
| Haus                                                |                                                                          | 32, rue Vantroyen (Lage)                                                                              | PA59000177    | Inscrit        | 2011           |                |
| Häuser                                              |                                                                          | 9, 11, 13, 15, 17, place du Vieux-Marché 150, rue du Molinel (Lage)                                   | PA00107718    | Inscrit        | 1979           |                |
| Maison Coilliot                                     |                                                                          | 14, rue de Fleurus (Lage)                                                                             | PA00107670    | Classé         | 1977           |                |
| Fachwerkhaus                                        |                                                                          | 39, rue de la Monnaie (Lage)                                                                          | PA00107916    | Inscrit        | 1991           |                |
| Haus                                                |                                                                          | 64, rue Princesse (Lage)                                                                              | PA59000002    | Inscrit        | 1996           |                |
| Haus von Gilles de la Boë                           |                                                                          | 27, 29, place Louise-de-Bettignies; 1, 3, avenue du Peuple-Belge (Lage)                               | PA00107671    | Classé         | 1933           |                |
| Maison Meert                                        |                                                                          | 25, 27, rue Esquermoise (Lage)                                                                        | PA00107672    | Classé         | 1980           |                |
| Geburtshaus von Charles de Gaulle                   |                                                                          | 9, rue Princesse (Lage)                                                                               | PA00107904    | Classé         | 1990           |                |
| Maison des Vieux Hommes                             |                                                                          | 49, rue de Roubaix (Lage)                                                                             | PA00107710    | Inscrit        | 1944           |                |
| Häuser                                              |                                                                          | 2–14, place aux Bleuets (Lage)                                                                        | PA00107676    | Classé         | 1987           |                |
| Maladrerie de Canteleu                              |                                                                          | 253, avenue de Dunkerque (Lage)                                                                       | PA00107730    | Inscrit        | 1982           |                |
| Noble Tour                                          |                                                                          | Rue Georges-Lefèvre (Lage)                                                                            | PA00107728    | Classé         | 1922           |                |
| Observatorium                                       |                                                                          | Rue du Capitaine Michel (Lage)                                                                        | PA59000079    | Inscrit        | 2001           |                |
| Oper                                                |                                                                          | Place du Théâtre (Lage)                                                                               | PA59000043    | Inscrit        | 1999           |                |
| Palais des Beaux-Arts de Lille                      |                                                                          | Place de la République (Lage)                                                                         | PA00107719    | Inscrit        | 1975           |                |
| Palais Rameau                                       |                                                                          | 39, boulevard Vauban (Lage)                                                                           | PA00107720    | Inscrit Classé | 1984 2002      |                |
| Palais Rihour                                       |                                                                          | Place Rihour (Lage)                                                                                   | PA00107721    | Classé         | 1875           |                |
| Fischgeschäft À l’Huîtrière                         |                                                                          | 3–7, rue des Chats-Bossus (Lage)                                                                      | PA59000192    | Inscrit        | 2015           |                |
| Porte de Dunkerque                                  |                                                                          | Avenue Léon-Jouhaux (Lage)                                                                            | PA59000107    | Inscrit        | 2004           |                |
| Porte de Gand und Befestigung                       |                                                                          | Rue de Gand (Lage)                                                                                    | PA00107722    | Classé         | 1929           |                |
| Porte de Paris                                      |                                                                          | Place Simon-Vollant (Lage)                                                                            | PA00107723    | Classé         | 1875           |                |
| Porte de Roubaix                                    |                                                                          | Rue de Roubaix (Lage)                                                                                 | PA00107724    | Classé         | 1929           |                |
| Festsaal in Lille-Fives                             |                                                                          | 91, rue de Lannoy (Lage)                                                                              | PA59000062    | Inscrit        | 2000           | weitere Bilder |
| Ehemaliger Firmensitz der Société des Mines de Lens |                                                                          | 30, rue Thiers (Lage)                                                                                 | PA59000185    | Inscrit        | 2014           |                |
| Statue von Faidherbe                                |                                                                          | Place Richebé (Lage)                                                                                  | PA00107726    | Inscrit        | 1975           |                |
| Synagoge                                            |                                                                          | 5, rue Auguste-Angellier (Lage)                                                                       | PA00107727    | Inscrit        | 1984           |                |
| Protestantische Kirche                              |                                                                          | 15, rue Jeanne-d’Arc (Lage)                                                                           | PA59000172    | Inscrit        | 2010           |                |
| Hebewerk                                            |                                                                          | 2, rue du Bastion Saint-André (Lage)                                                                  | PA59000044    | Inscrit        | 1999           |                |
| Alte Börse                                          |                                                                          | Place du Général-de-Gaulle (Lage)                                                                     | PA00107569    | Classé         | 1921 1923      |                |

## Liste der Objekte
- Monuments historiques (Objekte) in Lille in der Base Palissy des französischen Kultusministeriums